# Ramón Núñez
Ramón Fernando Núñez Reyes (Tegucigalpa, 14 november 1985) is een Hondurees voetballer. Hij is actief als aanvallende middenvelder bij Leeds United. Hij maakt ook reeds geruime tijd deel uit van het Hondurees nationaal elftal. Hij was een basisspeler in het team tijdens de Olympische Zomerspelen 2008, op het Wereldkampioenschap voetbal 2010 en tijdens de Copa Centroamericana 2011.
2 Munjoma ·
3 Martínez ·
4 Bressan ·
5 Quignón ·
6 Cerrillo ·
7 Obrien ·
8 Acosta ·
9 Ferreira ·
10 Ricaurte ·
11 Schön ·
12 Hollingshead ·
14 Burgess ·
16 Pepi ·
17 Vargas ·
18 Servania ·
19 Pomykal ·
20 Maurer ·
21 ElMedkhar ·
22 Twumasi ·
24 Hedges ·
25 Smith ·
26 Nelson ·
28 Redžić ·
29 Jara ·
30 Zobeck ·
31 Sealy ·
32 Che ·
80 Hernandez ·
99 Megiolaro ·
Coach: Gonzalez
· Assistent-coach: Luccin